# Atanus curvilinea
Atanus curvilinea är en insektsart som beskrevs av Rauno E. Linnavuori 1955. Atanus curvilinea ingår i släktet Atanus och familjen dvärgstritar. Inga underarter finns listade i Catalogue of Life.